# Thierry Moser
Pour les articles homonymes, voir Moser.
Thierry Moser, né en 1950, est un avocat inscrit au Barreau de Mulhouse spécialisé en droit pénal. Il est connu pour son implication dans des affaires comme celles du petit Grégory , ainsi que les affaires Bodein, Fourniret, et Heaulme.

## Biographie
Thierry Moser fait ses études de droit à Strasbourg et devient avocat en 1972. Il rejoint le cabinet de son père, André Moser, défenseur en 1953, au procès de Bordeaux, des Alsaciens et Mosellans incorporés de force dans la Wehrmacht et ayant participé au massacre d’Oradour-sur-Glane.
Thierry Moser se spécialise dans les affaires pénales et il devient l’un des avocats des époux Villemin en 1985,.
En 2014 l’avocat s’insurge contre le livre du juge Lambert  intitulé « De combien d’injustices suis-je coupable ? » le décrivant comme moralement choquant et intellectuellement malhonnête.
Thierry Moser prend sa retraite en 2020 mais reste toujours actif. Il est engagé bénévolement pour soutenir le comité de soutien de Cécile Kohler détenue en Iran
En 2021, Jean-Marie Villemin signe la post-face de son livre Mes Procès Insolites 

## Œuvres
- 2021 : Parole d'avocat. Les affaires Bodein, Fourniret, Grégory, Heaulme et quelques autres de Thierry Moser
- 2023 : Mes Procès Insolites de Thierry Moser et Emilie Ehrengarth, ed.Signe[7].